# Унгарска автономна област
Унгарската автономна област е част от Република Румъния в периода 1952 – 1960 г.
Тя е автономия на секеите – унгарска етническа група, които представляват 77,3% от населението на областта (20,1% от останалите са румънци, 1,5% цигани, 0,4% немци и евреи). Официалните езици в областта са унгарски и румънски език.
С извършеното през 1950 г. административно-териториално деление на страната Унгарската автономна област става една от 19-те административни единици. 2 години по-късно това е отразено и в приетата през септември конституция. Унгарската автономна област се създава на част от територията на Трансилвания с административен център гр. Търгу Муреш и има автономно ръководство, избирано от местното население. През 1954 г. от общо над 2220 училища и секции на различните малцинства 1597 са унгарски.
През втората половина на 1950-те години. настъпват радикални промени в отношението на управляващите към етническите малцинства. От 1957 г. започва постепенното ограничаване на мрежата от училища за унгарското население. Обучението на роден език е почти 100% интегрирано в системата на румънските училища.
През декември 1960 г. с правителствено постановление границите на Унгарската автономия са променени. Южната част на областта е присъединена към област Сталин, която по-късно е преименувана на окръг Брашов. Името на унгарската автономия е променено на Муреш-унгарска автономна област по името на река Муреш. С тези административни промени дялът на секейското население спада от 77,3% до 62%. Междувременно дейността на създаденото през 1949 г. специализирано Управление за националните малцинства е прекратена. В конституцията от 1965 г. вече няма текст, засягащ унгарското малцинство.
През 1968 г. румънското правителство закрива унгарската автономия и реорганизира административното деление на страната. Така е закрита и Муреш-унгарската автономна област, а секейско население губи численото си превъзходство в новите области. В 3 от окръзите (новите административни единици) унгарците запазват по-голяма численост: Муреш, Харгита и Ковасна.
Днес в 2 от тези 3 области унгарците са мнозинство: Харгита и Ковасна. Официалният език в тези области се определя от населението по общини. Ако в някоя от общините на тези 2 области унгарското население превишава 20%, то официален език в нея е, освен румънския, и езикът на тази общност. На този език са издават административни документи и се провежда обучение в училищата.